# Połchówko
Połchówko (kaszb. Pôłchówkò, niem. Polchowken, dawniej Polchau, Polchowo) – osada kaszubska w Polsce położona w województwie pomorskim, w powiecie puckim, w gminie Krokowa na północnym obrzeżu kompleksu leśnego Puszczy Darżlubskiej i w obszarze źródłowym Czarnej Wody. Na południe od miejscowości znajdują się głazy narzutowe "Boża Stopka", "Biały Kamień" i "Diabelski Kamień".
Wieś szlachecka położona była w II połowie XVI wieku w powiecie puckim województwa pomorskiego. 

## Historia
Pierwsza udokumentowana wzmianka o istnieniu miejscowości pochodzi z 1285 roku. W trakcie swoich dziejów osada przyjmowała różne nazwy: Polchow, Polcow, Pulchowie, Polchowken, Pęłchówko, niemiecka nazwa Buchenrode, by ostatecznie przyjąć nazwę Połchówko. Nazwa wsi pochodzi najprawdopodobniej od słowa Buchen – bukowy, co uzasadnione jest tym, że wieś leży na obszarze lasów liściastych. Początkowo była majątkiem rycerskim, który w 1592 roku nabyła rodzina Krokowskich.
W osadzie znajdował się folwark i gospodarstwa zagrodnicze. We wsi dominowały zabudowania folwarczne. W połowie XVIII w. w Połchówku znajdowało się czternaście zagród, a za wsią w kierunku północno-zachodnim, nad strugą wpadającą do rzeki Czarna Woda, znajdował się młyn zbożowy, nazywany w XVIII-wiecznych źródłach Pollköwker Mühle. Podczas II wojny światowej majątek w Połchówku należała do pani von Grass z Sulicic.

## Zabytki
Folwark z początku XX wieku.